# Антоний (Аврамопулос)
Епископ Антоний (англ. Bishop Anthony, в миру То́ни Вра́ме, англ. Tony Vrame; род. 1959, Чикаго, Иллинойс) — архиерей Константинопольской православной церкви, епископ Синадский (с 2024), викарий Американской архиепископии.

## Биография
Родился в 1959 году в Чикаго в семье греческих беженцев из Корчи (ныне Албания) и Триполиса, переехавших в США более ста лет назад.
С 1986 по 1989 год учился в Греческом колледже Святого Креста, где получил степень магистра богословия. После окончания учёбы трудился в Отделе религиозного образования Американской архиепископии (с 2007 года — в качестве директора).
С 1997 по 2002 год был редактором издательства Holy Cross Orthodox Press.
С 2002 по 2006 год был директором Православного института патриарха Афинагора при Высшем богословском союзе в Беркли.
В 2016 году был хиротонисан во пресвитера.

## Архиерейство
20 апреля 2024 года в Свято-Троицком кафедральном соборе в Нью-Йорке был хиротонисан во епископа Синадского, викария Американской архиепископии. Хиротонию совершили: архиепископ Американский Елпидифор (Ламбриниадис), архиепископ Димитрий (Тракателлис), митрополит Сан-Францисский Герасим (Элиэл), епископ Восточноамериканский Ириней (Добриевич) (Сербская православная церковь), епископ Назианзский Афинагор (Зилиаскопулос), епископ Филомилийский Феофан (Коя) и епископ Диоклийский Нектарий (Папазафиропулос). На церемонии также присутствовал епископ Коптской православной церкви Анба Суриэль, коллега епископа Антония в области религиозного образования..